# Luni
Luni (Luni in ligure) è un comune italiano sparso di 8 082 abitanti della provincia della Spezia in Liguria. La sede comunale è situata nella frazione di Casano. Fino al 20 aprile 2017 il comune era denominato Ortonovo (Ortoneuvo in ligure, Ortnò nel dialetto della Lunigiana). Ha il titolo di città.
Confinante con la provincia di Massa-Carrara (comune di Carrara), in Toscana, è il comune ligure più orientale.

## Geografia fisica
Il territorio comunale è posto ai piedi delle Alpi Apuane, nell'estrema propaggine della Riviera di Levante, in prossimità del confine con la regione Toscana.
Il centro storico di Ortonovo sorge su una delle colline che diradano verso la piana del fiume Magra, e gran parte del territorio lunense, disabitata se si escludono i borghi di Nicola e Annunziata, si sviluppa nelle zone collinari. A sud-ovest si trova una valle che si insinua tra le colline, in cui si trova la località di Casano (sede comunale). La sommità della collina a sud-est di questa piccola valle ospita il borgo-frazione di Nicola, mentre sull'altro lato si trova la zona collinare detta Monticelli, quasi disabitata ma coltivata.
Tutto il resto del comune, che costituisce ormai un unico centro abitato di quasi settemila abitanti che raggruppa le frazioni di Casano, Dogana e Isola, si sviluppa nella zona pianeggiante, che si apre a sud-ovest della valle di Casano e fa parte della val di Magra. Il comune non ha sbocco sul mare in quanto, a sud, insiste la località di Marinella, frazione di Sarzana.
L’insediamento è situato lungo il tratto del cosiddetto Sentiero dei Ducati che collega la Liguria con la pianura Padana attraverso l'Appennino tosco-emiliano e il passo del Lagastrello. L'antico sentiero ripercorre un itinerario, la Via Francigena, percorso da mercanti e da pellegrini alcuni dei quali lo descrissero nei loro diari quali l'itinerario dell'inglese arcivescovo di Canterbury (X secolo) e la relazione del monaco benedettino islandese Nikulás Bergsson da Munkaþverá (XII secolo).
La località di Luni Scavi, detta anche Luni Antica, ospita le rovine dell'antica colonia di Luna e il Museo archeologico nazionale.

## Origini del nome
Il nome della città deriverebbe dalla sua consacrazione alla dea romana Luna, forse da parte di Marco Emilio Lepido, che partecipò alla fondazione della colonia nel 177 a. C. L'appellativo è probabilmente dovuto a un epiteto di Diana Lucifera, e sarebbe da ricollegare anche alla forma a falce dell'allora porto cittadino. Il legame con Luna, tuttavia, non sarebbe da ricondurre solo all’assimilazione della dea all'astro notturno. Al contrario, l’epiteto potrebbe essere dovuto anche al carattere particolare e "selvaggio" di Artemide-Diana, divinità dei luoghi incolti come le paludi. In effetti, l'etimo celto-ligure Lun o Luk potrebbe riferirsi al termine "palude". Il fatto che sia la colonia di Luna, sia quella di Lucca erano originariamente circondate da ampie zone paludose che via via i Romani riuscirono a bonificare nel corso di secoli comproverebbe questa ipotesi.
Dal nome della colonia deriva quello di Lunigiana, comprensorio racchiuso fra le province della Spezia e di Massa-Carrara e attraversato dal fiume Magra e dalla strada statale 62 della Cisa, potenziata da Napoleone Bonaparte, sul vecchio tracciato della via Francigena.

## Storia

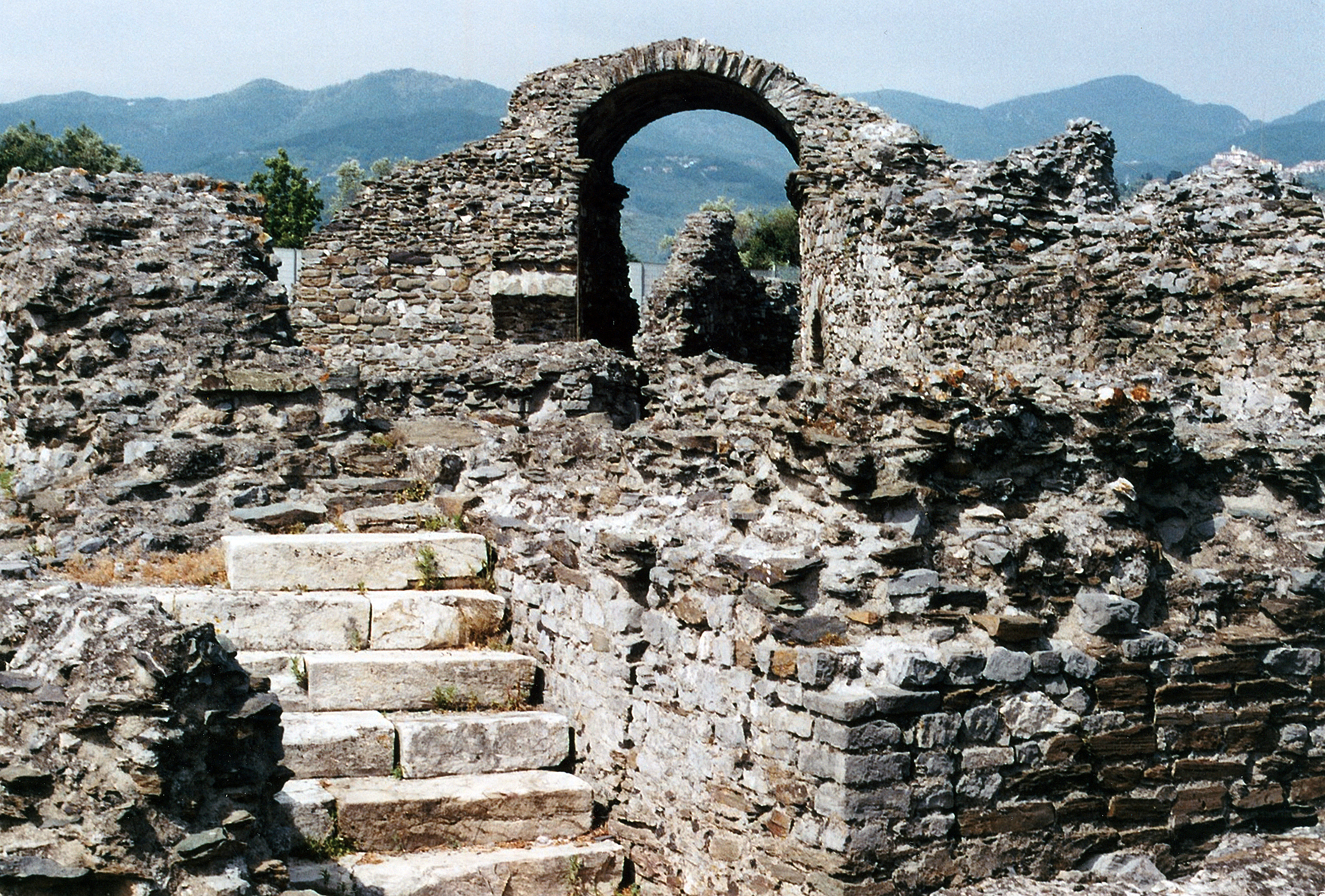
Scorcio dell'anfiteatro romano di Luni

La storia del territorio lunense è legata indubbiamente alla celebre città di Luna, colonia romana fondata nel 177 a.C. dopo la conquista di Roma sui Liguri (Apuani, riva sinistra del Magra, Sengauni, riva destra), e importante porto-scalo commerciale sul mar Ligure. Tuttavia, l'odierno territorio di Luni, comprensivo dei castrum di Nicola, Volpiglione e Ortonovo, venne citato per la prima volta nel 963 come "Iliolo" in un diploma imperiale di Ottone I di Sassonia.
Francesco Maria Fiorentini riporta che Luni nel 1016 viene saccheggiata dai Saraceni.
Al diminuire dell'importanza di Luni, devastata da battaglie, epidemie e un nuovo impaludamento della zona nel I secolo, si riscontrò, per contro, un maggior peso "politico" dei due principali borghi di Ortonovo e Nicola. Il primo, il cui toponimo risalirebbe da Hortus Novus ("Orto Nuovo") e riferito con probabilità alla lavorazione e alla coltivazione delle nuove terre collinari sopra Luni, venne fondato tra l'XI e il XII secolo; Nicola, disposto più a sud rispetto al borgo ortonovese, fu edificato in un periodo paragonabile.
Entrambi, dopo la divisione in due rispettivi territori, furono assoggettati al potere vescovile della diocesi lunense (quest'ultima già tenutaria della zona, come testimonia un diploma dell'imperatore Barbarossa, in favore del vescovo lunense Pietro) e regolamentati da autonomi statuti dal 1237; il 24 agosto 1300, con verbale redatto dal vescovo Antonio Nuvolone da Camilla, furono definiti i confini geografici-giurisdizionali tra i borghi di Ortonovo, Nicola e Castelnuovo Magra.
A partire dal XIV secolo, Ortonovo passò nelle mani di diversi signori: nel 1333 giurò fedeltà al Comune di Sarzana, nel 1373 Bernabò Visconti prese possesso delle terre circostanti e del borgo e, nel 1397, passò a Gian Galeazzo Malaspina. Nel 1404 fu comprato dal signore di Lucca, Paolo Guinigi, insieme ai possedimenti di Carrara, Avenza e Moneta, mentre nel 1467, il borgo si sottopose alla signoria fiorentina dei Medici.

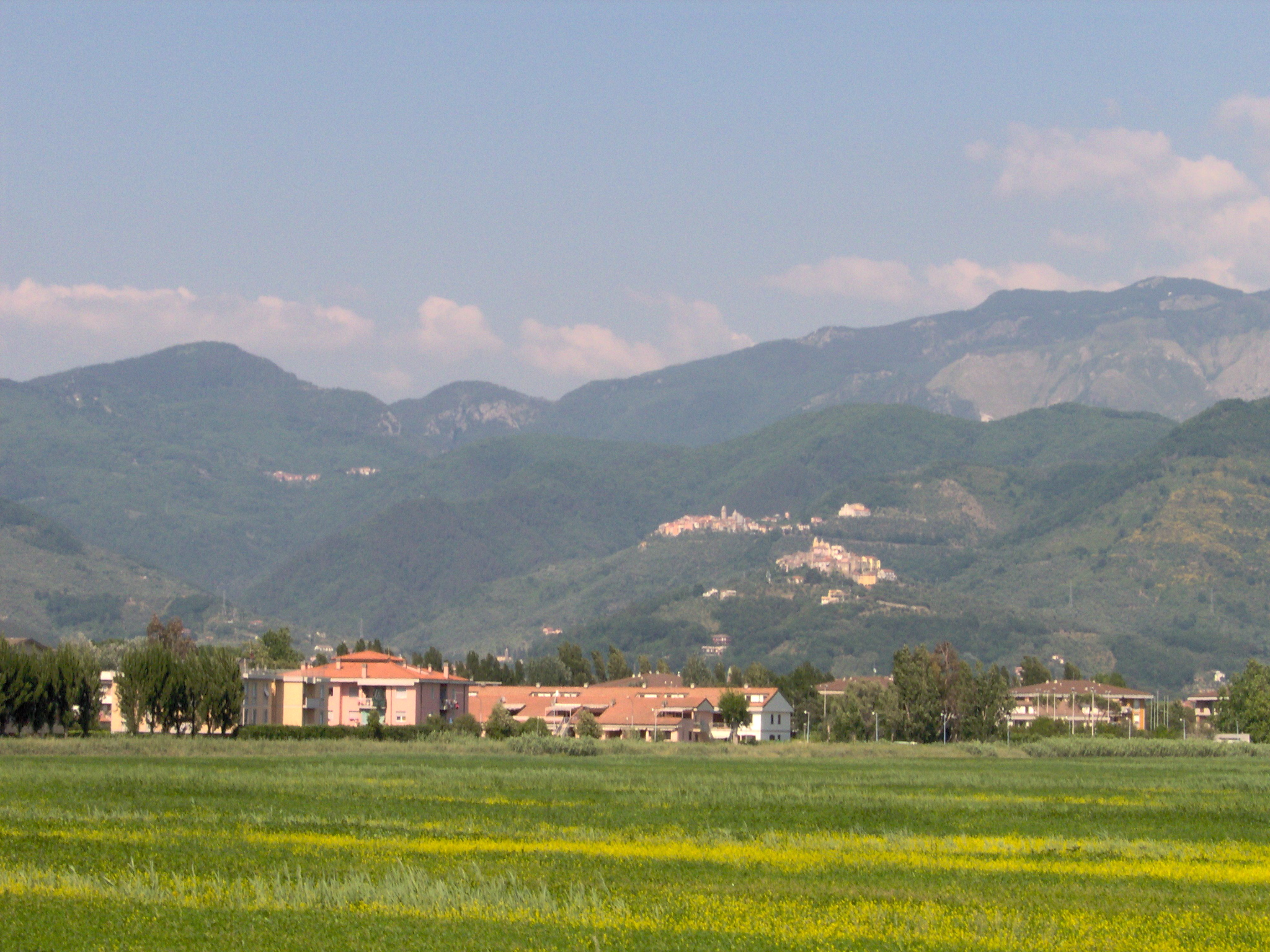
Luni Mare e sullo sfondo Ortonovo e Nicola

Così come altri borghi vicini anche Ortonovo fu alle dipendenze, dal 1495, del Banco di San Giorgio e poi direttamente sotto la Repubblica di Genova, sottoponendo il territorio alla giurisdizione del capitaneato di Sarzana, fino alla dominazione napoleonica di fine XVIII secolo.
Con la caduta della Repubblica di Genova (1796), sull'onda della rivoluzione francese e a seguito della prima campagna d'Italia di Napoleone Bonaparte, il territorio ortonovese rientrò dal 2 dicembre 1797 nel Dipartimento del Golfo di Venere, con capoluogo La Spezia, all'interno della Repubblica Ligure. Dal 28 aprile 1798 con i nuovi ordinamenti francesi, rientrò nel I cantone, capoluogo Sarzana, della Giurisdizione di Lunigiana e dal 1803 centro principale del I cantone della Lunigiana nella Giurisdizione del Golfo di Venere.
Annesso al Primo Impero francese dal 13 giugno 1805 al 1814, venne inserito nel Dipartimento degli Appennini. Nel 1806 alla municipalità di Ortonovo fu formalmente annessa la municipalità di Nicola, da sempre distinta e autonoma rispetto al borgo ortonovese, diventandone, di fatto, una sua frazione.
Nel 1815 fu inglobato nella provincia di Levante del Regno di Sardegna, così come stabilì il Congresso di Vienna del 1814, e successivamente nel Regno d'Italia dal 1861. Dal 1859 al 1927 il territorio fu compreso nel V mandamento di Sarzana del circondario di Levante facente parte della provincia di Genova prima e, con l'istituzione nel 1923, della provincia della Spezia poi.
Tra gli eventi luttuosi legati alla seconda guerra mondiale è memorabile il rastrellamento compiuto nel territorio tra Castelnuovo Magra e Ortonovo dalla forze tedesche il 29 novembre del 1944; tale avvenimento costò la vita a diversi civili e partigiani.
Il 9 febbraio 2014 si è svolto nei due comuni di Ortonovo e Castelnuovo Magra un referendum consultivo tra la popolazione su un'ipotetica fusione tra i due enti e la conseguente nascita di un unico comune che avrebbe assunto la denominazione di Luni. A Ortonovo il quorum degli aventi diritto al voto ha raggiunto il 43% (3 106 su 7 173) con un 93,14% degli abitanti che si è espresso favorevole alla nascita del nuovo ente. A Castelnuovo Magra il quorum ha raggiunto il 55,81% (3 955 su 7 087), ma il 67,93% dei votanti si è dichiarato invece contrario alla costituzione del comune di Luni. Raggiunto pertanto il prefissato quorum del 30% degli aventi diritto al voto in ognuno dei due comuni per la validazione del referendum - come richiesto dalla legge regionale della Liguria - la proposta di unificazione dei due comuni è stata però respinta dalla popolazione castelnovese.
Il 5 febbraio 2017 in un secondo referendum regionale consultivo la popolazione ortonovese si è espressa favorevolmente (con il 93,20% dei consensi e un quorum pari al 31,67%) al cambio di denominazione dell'ente comunale da Ortonovo a Luni.
Con la legge regionale 30 marzo 2017 n.5 "Mutamento di denominazione del Comune di Ortonovo in Provincia della Spezia", pubblicata sul Bollettino Ufficiale della Regione Liguria del 5 marzo 2017, il cambio di denominazione diviene ufficiale con decorrenza dal 20 aprile 2017.

### Simboli
Stemma
Gonfalone
Lo stemma e il gonfalone sono stati concessi con il decreto del presidente della Repubblica del 3 marzo 1998. A seguito dell'esito referendario, che ha visto il cambio di denominazione dell'Ente da Ortonovo a Luni, il gonfalone è stato modificato solamente nella dicitura mantenendone invece inalterate forme e colori.

Nel 2022 il consiglio comunale di Luni ha approvato la proposta di aggiungere nello stemma un grappolo d'uva come simbolo della  storica tradizione vitivinicola del paese. La modifica dovrà ottenere il nulla osta dal Ministero dell'interno e dalla Prefettura.

## Monumenti e luoghi d'interesse

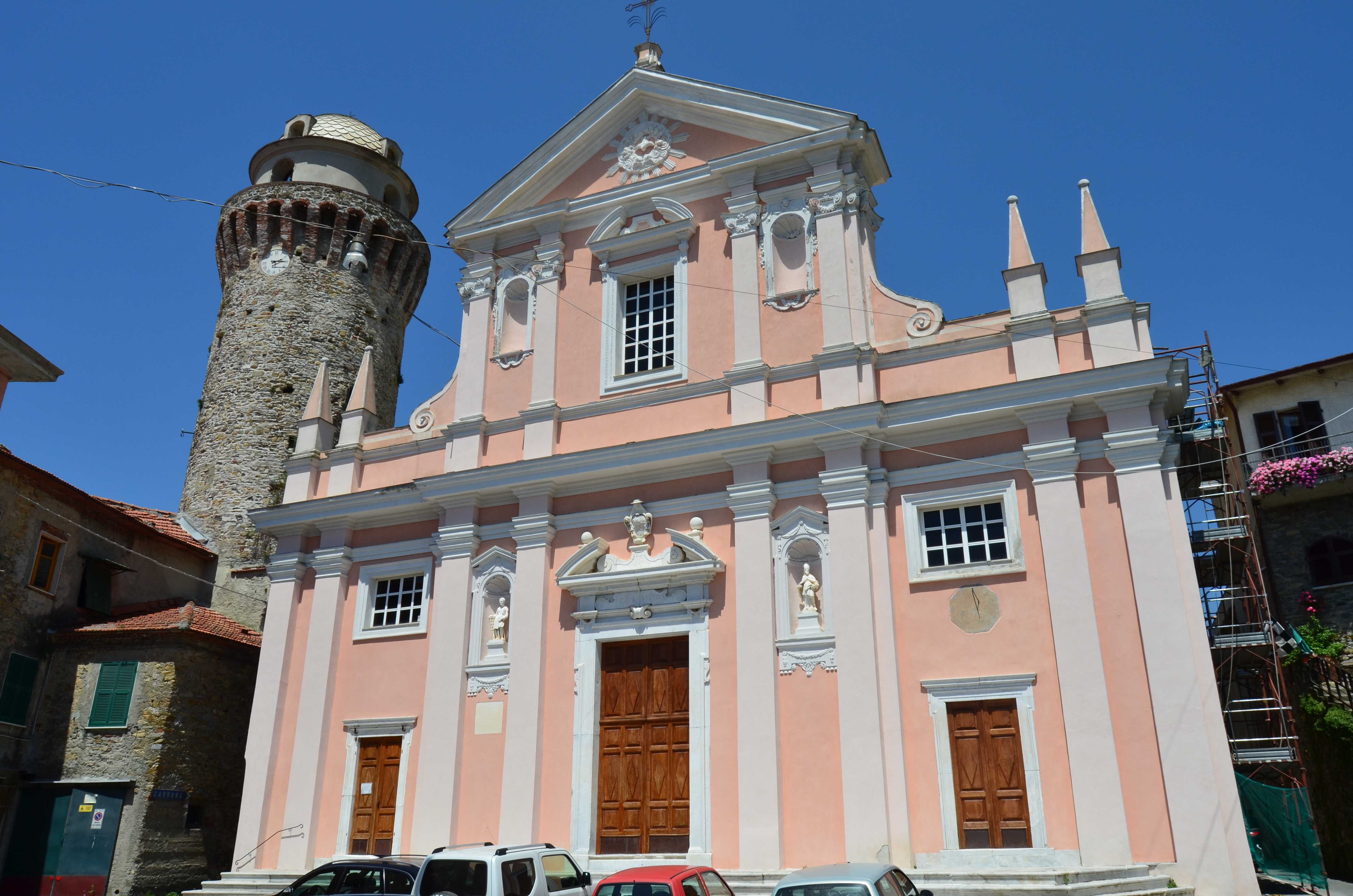
La chiesa parrocchiale di San Lorenzo nel centro storico di Ortonovo; sulla sinistra la torre di Guinigi.

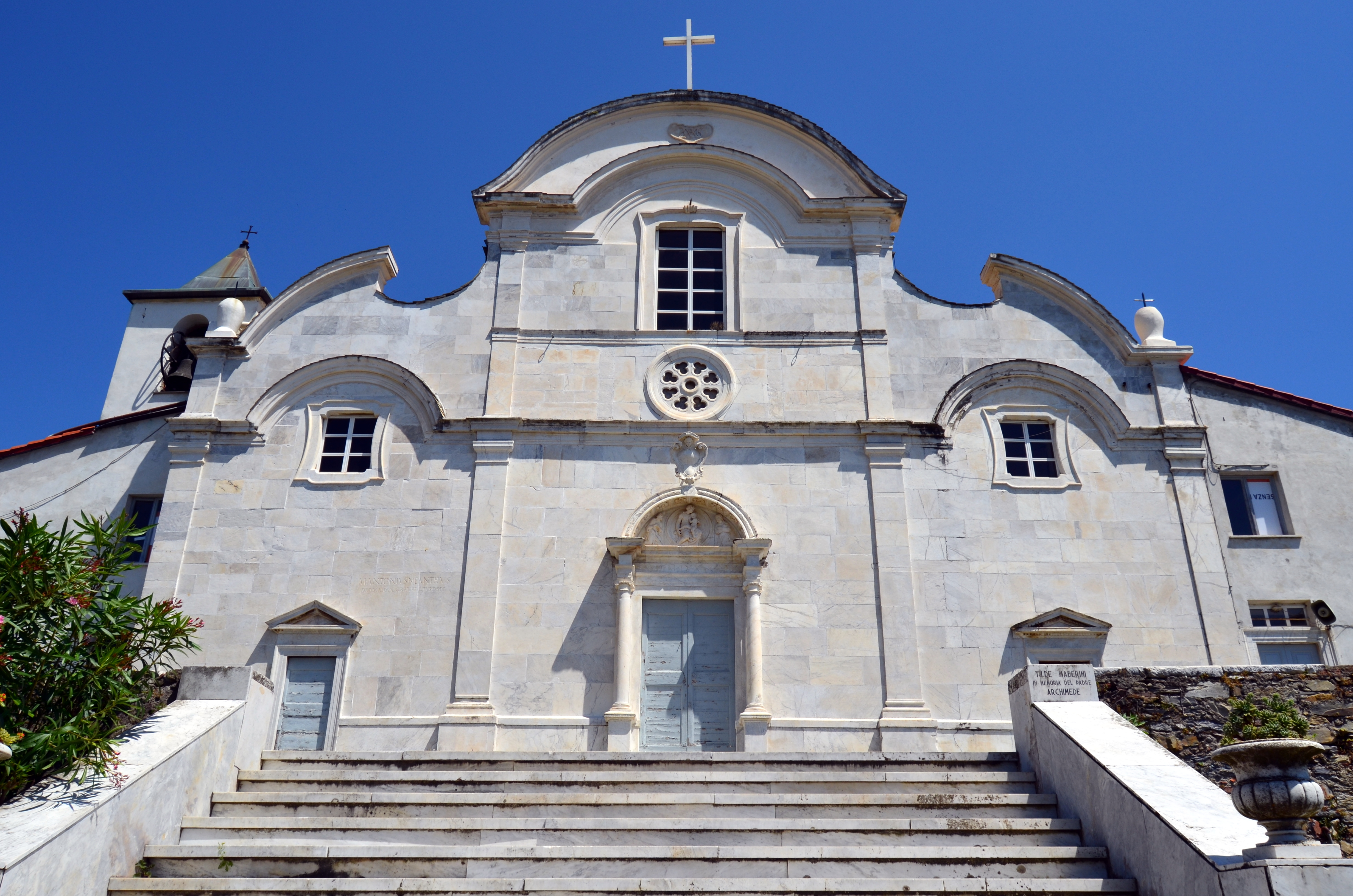
Il santuario di Nostra Signora del Mirteto

Il comune è noto per la presenza sul suo territorio dei resti dell'antica Luna, porto pre-romano, poi fiorentissimo centro commerciale da cui prende il nome il comprensorio storico della Lunigiana.

### Architetture religiose
- Chiesa parrocchiale di San Lorenzo nel centro storico di Ortonovo. Risalente al XVII secolo, fu consacrata nel 1651. La torre campanaria è ciò che rimane della torre dell'antico castello di Ortonovo.
- Chiesa parrocchiale della Santissima Annunziata, nella frazione dell'Annunziata. Edificata nel 1698[15], la struttura è a unica navata e consta, oltre l'altare maggiore, di due altari laterali[16]. Tra le opere una Deposizione in ardesia e un Cristo deposto in gesso[15].
- Chiesa di San Martino, nella frazione di Casano, antico luogo di culto medievale situato nella zona del cimitero[17]. L'impianto, in stile romanico, secondo alcune supposizioni, potrebbe essere identificato come la storica "chiesa di Iliolo", quest'ultima citata in un diploma imperiale di Ottone I di Sassonia datato al 963[6].
- Chiesa parrocchiale dei Santi Filippo e Giacomo nella frazione di Nicola, il cui impianto attuale risale al rifacimento del XV secolo sui resti di una preesistente cappella.
- Santuario di Nostra Signora del Mirteto, del XVI secolo[18], ubicato presso il monte Boscaccio a sud del borgo di Ortonovo.
- Chiesa di San Pietro, nella frazione di Luni Mare. La struttura, incompleta, è in stile moderno.
- Antica cattedrale di Luni. La chiesa, intitolata a santa Maria Assunta, sorgeva nella città romana di Luna nei pressi del porto e dell'antico foro. Non più esistente dal XIII secolo circa, è stata individuata da campagne di scavo ancora in corso come edificata su una domus romana della fine dell'epoca repubblicana tra la fine del IV e l'inizio del V secolo, cioè nel periodo in cui si ritiene venisse fondata la diocesi di Luni. Citata per la prima volta in un documento dell'879 di Carlomanno (re d'Italia), fino al XII secolo subì vari restauri e rifacimenti prima di essere abbandonata assieme alla città all'inizio del Duecento.

### Architetture civili
- Anfiteatro romano di Luni.
- Casa familiare dove visse, a Ortonovo, il poeta Ceccardo Roccatagliata Ceccardi.
- Palazzo municipale, del XIX secolo, nella frazione di Casano. Il progetto per lo spostamento della sede comunale, ampiamente discusso dalla comunità e alla fine accettato[19], dal borgo di Ortonovo alla frazione di fondovalle fu presentato nel 1857[19]; la sede provvisoria fu ospitata nell'abitazione dell'allora sindaco Stefano Beisso[19]. Il terreno per la costruzione del nuovo palazzo municipale fu acquistato per 1000 lire[19] nella località detta "al Castagno", proprietà della marchesa Enrichetta Picedi, moglie del marchese Giacomo Gropallo. L'opera di edificazione interessò l'area tra il 1877 e il 1878, anno del trasferimento ufficiale della sede comunale[19].
- Canale Lunense, opera irrigua gestita dall'omonimo consorzio di bonifica.

### Architetture militari

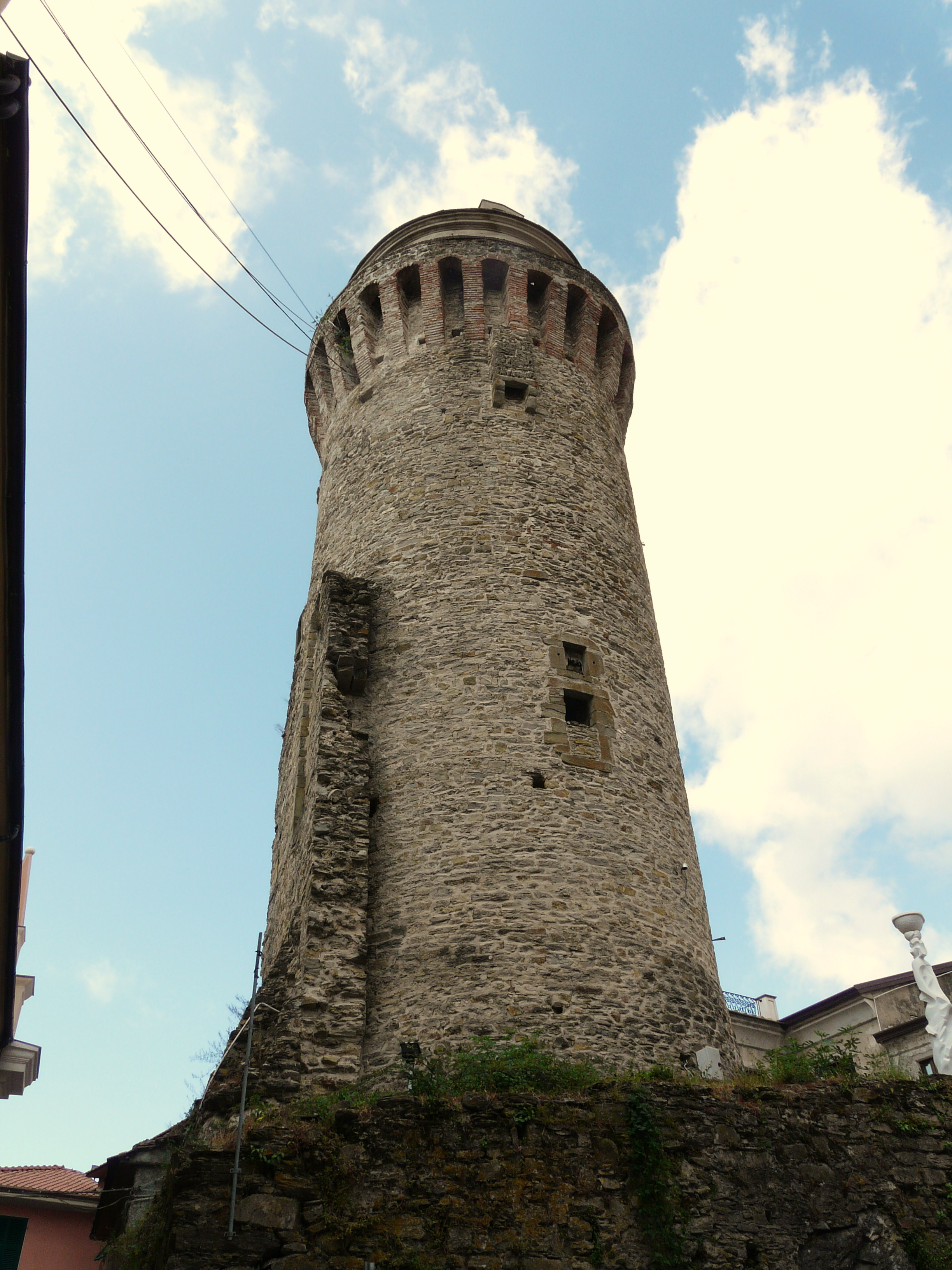
La torre di Guinigi nella frazione di Ortonovo

- Torre di Guinigi. La "torre rotonda", svettante sul borgo storico ortonovese e attigua alla chiesa di San Lorenzo, venne edificata nel corso del XV secolo[15]; nello stesso periodo il signore di Lucca Paolo Guinigi acquistò il territorio di Ortonovo dalla dominante signoria viscontea[15][20]. Una leggenda popolare narra che proprio il Guinigi si recasse in cima alla torre, assieme ai figli e alla giovane moglie Ilaria del Carretto, per godere dell'ampio panorama[15][20]. Probabilmente la torre faceva parte di un preesistente castello o fortilizio[15][20], luogo dove oggi trova spazio la parrocchiale del paese e che la torre, di fatto, ne è il campanile[15].
- Castello di Volpiglione. Edificato tra le località di Castelpoggio (Carrara) e Ortonovo, il fortilizio è risalente al periodo medievale (XI-XII secolo) e fu voluto dai signori di Boggiano[21]. A differenza di coevi edifici difensivi attorno al castello non sorse un proprio borgo fortificato, e probabilmente il sito, isolato, fu destinato prevalentemente alla lavorazione del legname. Dell'edificio restano alcuni ruderi del pozzo, delle fondamenta della torre e altri accumuli.
- Castello di Nicola, edificato al di fuori del centro storico del borgo. Secondo le fonti storiche la postazione difensiva fu edificata in un periodo tra il XIII secolo e il XV secolo[22] a controllo del territorio nicolese e della bassa val di Magra. Del castello, e della vicina torre, rimangono visibili alcuni ruderi e uno stemma fiorentino, quest'ultimo a ricordo della dominazione quattrocentesca della signoria dei Medici[22].

## Società

### Evoluzione demografica
Abitanti censiti

### Etnie e minoranze straniere
Secondo i dati Istat al 31 dicembre 2019, i cittadini stranieri residenti a Luni sono 469, così suddivisi per nazionalità, elencando per le presenze più significative:
1. Romania, 234
2. Marocco, 54
3. Repubblica Dominicana, 24

## Cultura
(Dante Alighieri, Divina Commedia, Paradiso XVI, 73-78)
Quella di Luni è la più alta citazione lunigianese nella scala ascendente della Divina Commedia.

### Istruzione

#### Musei
- Museo nazionale e area archeologica Luni.
- Ecomuseo etnografico. Il sito è ubicato presso un ottocentesco frantoio, il "frantoio della Colombara", a sua volta edificato su un preesistente edificio del XVI secolo, nella frazione di Casano. L'apertura dell'ecomuseo, dove sono esposti e raccolti materiali e documenti sulla civiltà contadina, è avvenuta nel 1990 dopo un accurato restauro del manifatturiero edificio[26].

## Geografia antropica

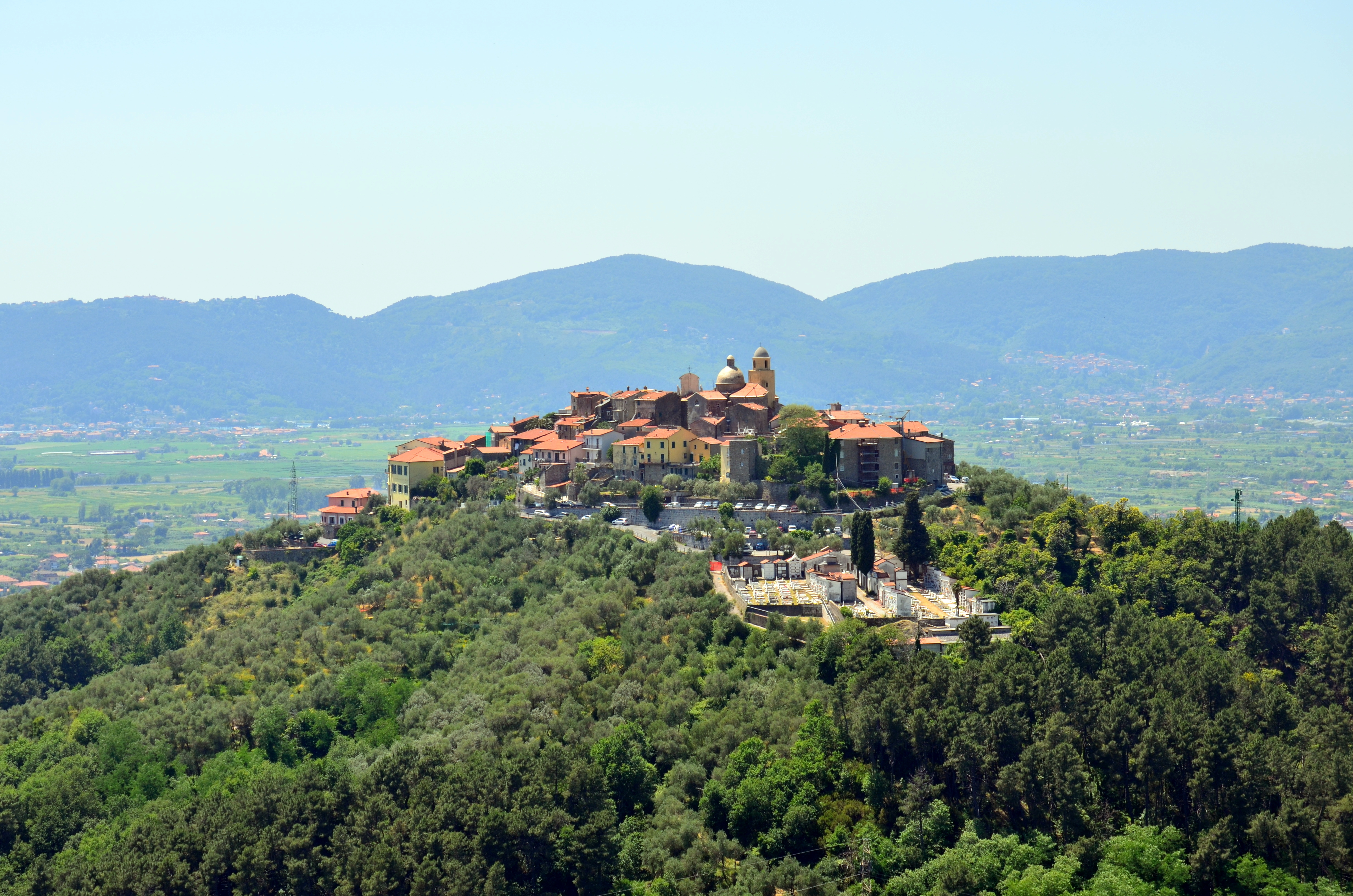
La frazione di Nicola

Il comune di Luni è un comune sparso costituito, oltre che dalla frazione capoluogo di Casano (sede comunale), dalle frazioni di Annunziata, Caffaggiola, Dogana, Isola, Luni Scavi (detta anche Luni Antica), Luni Stazione, Luni Mare, Nicola, Ortonovo e Serravalle e copre una superficie di 13,86 km2.

## Economia
L'economia lunense è centrata sull'artigianato, sull'agricoltura (una secolare produzione vitivinicola, unitamente alla coltivazione dell'olivo), e sulla produzione vinicola e olearia.

## Infrastrutture e trasporti

### Strade
Il territorio comunale è attraversato principalmente dalla strada statale 1 Via Aurelia in direzione nordovest-sudest, nelle frazioni di Dogana e Luni Stazione. Da essa si dirama verso nordest la strada provinciale 24 che attraversa Casano e il centro storico e poi prosegue con la strada provinciale 54, nel comune di Carrara, collegandolo con Fontia, frazione di quest'ultimo.

### Ferrovie
Il comune di Luni è attraversato dalla Ferrovia Genova-Pisa, quasi parallelamente alla strada statale 1, in direzione nordovest-sudest, nelle frazioni di Dogana e Luni Stazione. Nel comune è presente la piccola stazione di Luni.

### Mobilità urbana
Dai comuni di Ameglia e Sarzana un servizio di trasporto pubblico locale gestito dall'ATC garantisce quotidiani collegamenti bus con Luni e per le altre località del territorio comunale.

## Amministrazione

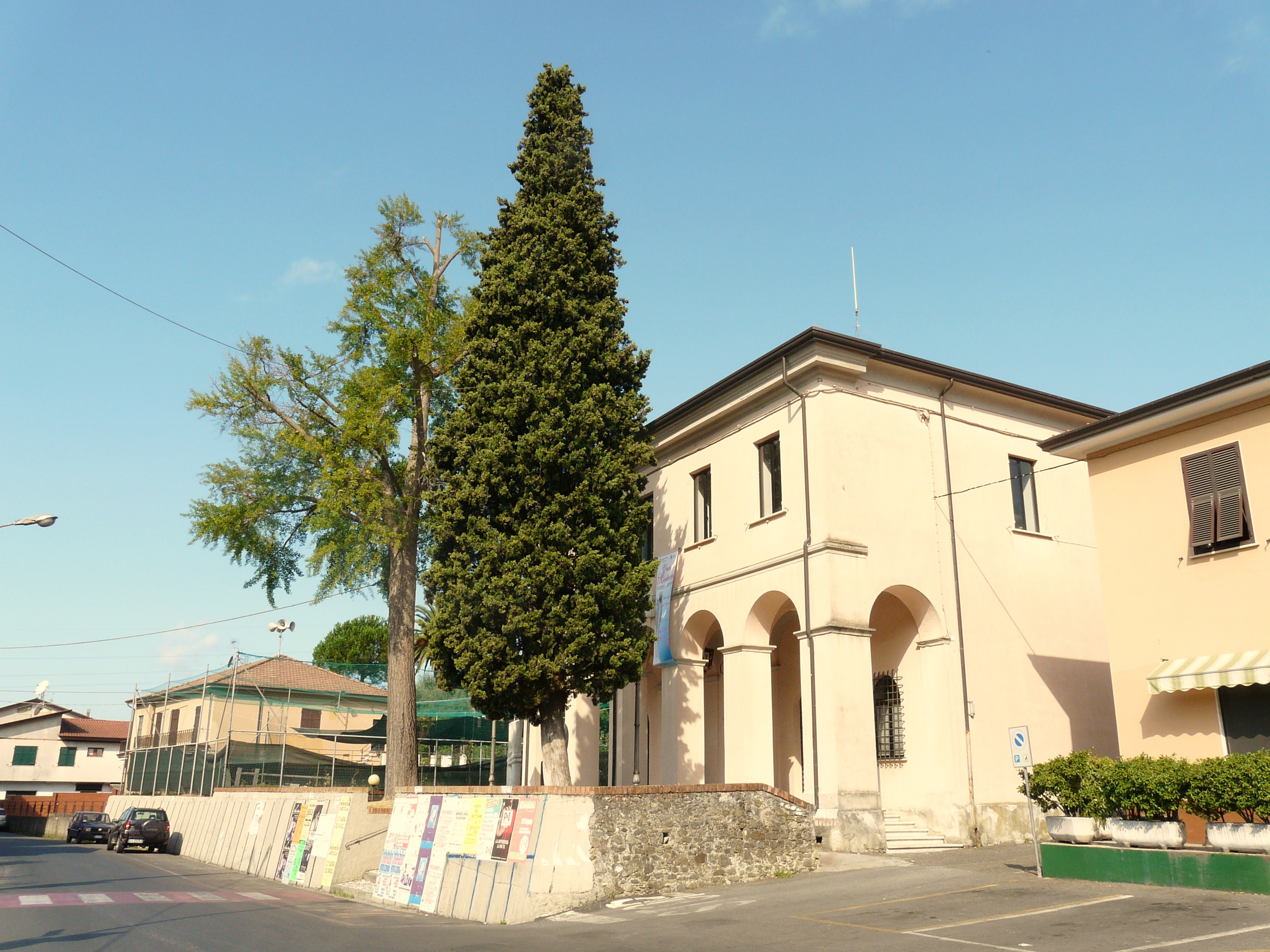
Il municipio

| Periodo          | Periodo          | Primo cittadino         | Partito                                                       | Carica         | Note   |
| ---------------- | ---------------- | ----------------------- | ------------------------------------------------------------- | -------------- | ------ |
| 28 ottobre 1985  | 1º agosto 1990   | Adriano Antognetti      | Partito Socialista Italiano                                   | Sindaco        |        |
| 6 agosto 1990    | 26 aprile 1993   | Ugo Cervia              | Partito Comunista Italiano Partito Democratico della Sinistra | Sindaco        | [ 29 ] |
| 26 maggio 1993   | 22 novembre 1993 | Giuseppe Larosa         |                                                               | Comm. straord. | [ 30 ] |
| 22 novembre 1993 | 17 novembre 1997 | Tarcisio Luigi Andreani | Democrazia Cristiana                                          | Sindaco        |        |
| 17 novembre 1997 | 28 maggio 2002   | Fortunato Giovannini    | lista civica di centro-sinistra                               | Sindaco        |        |
| 28 maggio 2002   | 28 maggio 2007   | Fortunato Giovannini    | lista civica di centro-sinistra                               | Sindaco        |        |
| 28 maggio 2007   | 7 maggio 2012    | Francesco Pietrini      | Democratici di Sinistra                                       | Sindaco        |        |
| 7 maggio 2012    | 14 giugno 2017   | Francesco Pietrini      | Uniti per Ortonovo (lista civica di centro-sinistra)          | Sindaco        |        |
| 14 giugno 2017   | 13 giugno 2022   | Alessandro Silvestri    | Uniti per un impegno comune (lista civica di centro-sinistra) | Sindaco        |        |
| 13 giugno 2022   | in carica        | Alessandro Silvestri    | Uniti con Silvestri sindaco (lista civica di centro-sinistra) | Sindaco        |        |

## Sport
- A.S.D. Luni Calcio, militante nel campionato di Seconda Categoria.